# I Am Who
I Am Who è il secondo EP del gruppo sudcoreano Stray Kids, pubblicato il 6 agosto 2018 dalla JYP Entertainment. Una performance intitolata Stray Kids Unveil: Op. 02: I Am Who si è tenuta il giorno prima. L'album ha venduto 79 684 copie fisiche nel mese di agosto.
L'album è stato pubblicato in due versioni: una versione "I am" e una versione "Who".

## Tracce
Crediti adattati da Melon.
1. WHO? – 1:44 (testo: Woojin, Han, Felix – musica: Woojin, Han, Felix, Hong Ji-sang)
2. My Pace – 3:09 (testo: 3Racha – musica: 3Racha, earattack, Larmook)
3. Voices – 3:20 (testo: 3Racha – musica: 3Racha, Trippy)
4. Question – 3:02 (testo: 3Racha – musica: 3Racha, HotSauce)
5. Insomnia (불면증?, BulmyeonjeungLR) – 3:26 (testo: 3Racha – musica: 3Racha, KZ, Space One)
6. M.I.A. – 3:30 (testo: 3Racha – musica: 3Racha, Kim Mung-e)
7. Awkward Silence (갑자기 분위기 싸해질 필요 없잖아요?, Gapjagi Bunwigi Ssahaejil Piryo EopjanayoLR; lett. "Non serve tenere questo silenzio imbarazzante") – 3:13 (testo: 3Racha – musica: 3Racha, Time)

Traccia aggiuntiva dell'edizione fisica
1. Mixtape #2 – 4:52 (Stray Kids)

## Classifiche

### Classifiche settimanali
| Classifica (2018) | Posizione massima |
| ----------------- | ----------------- |
| Corea del Sud     | 3                 |

### Classifiche di fine anno
| Classifica (2018) | Posizione |
| ----------------- | --------- |
| Corea del Sud     | 52        |